# Kowloon City District Council

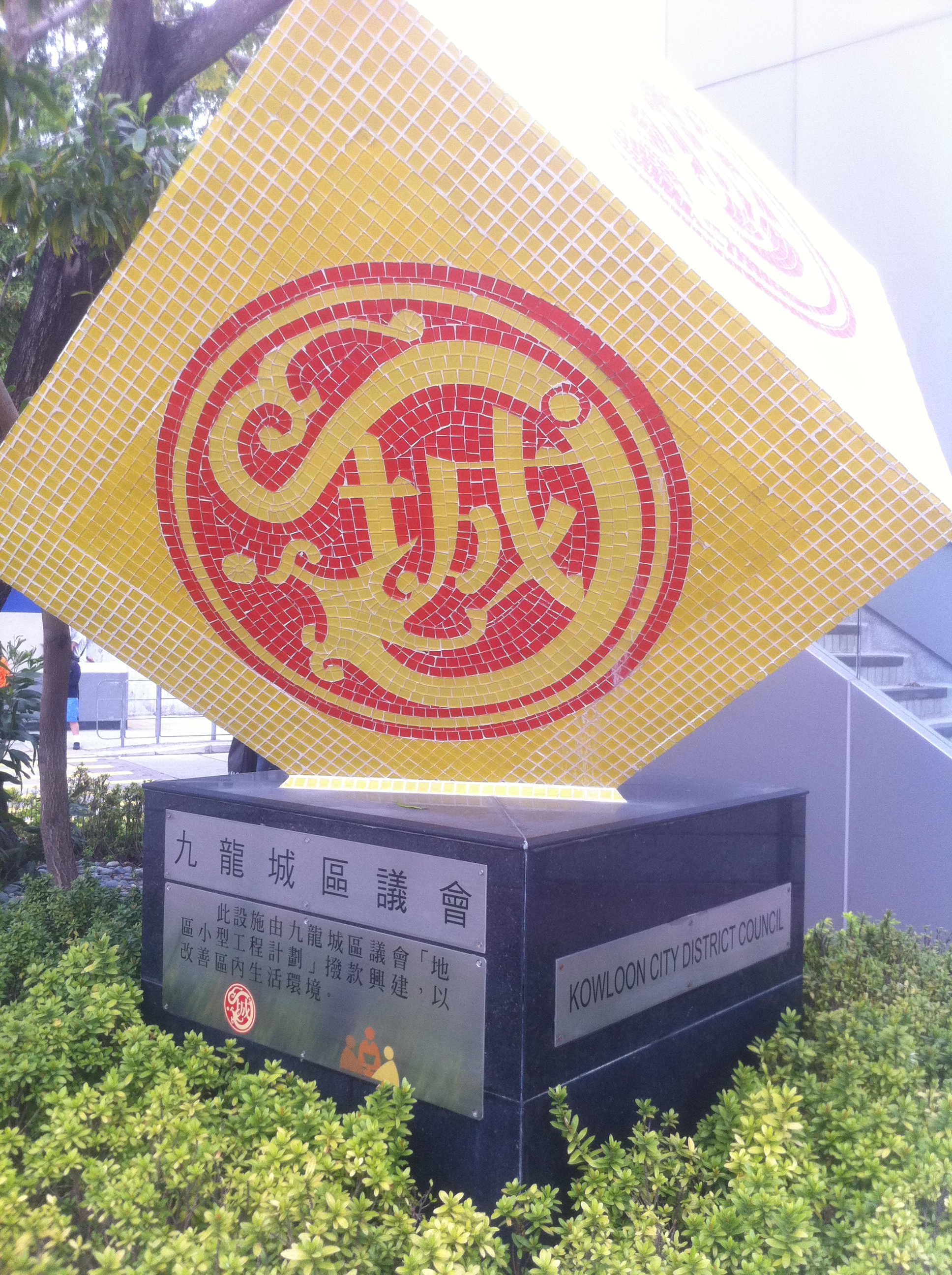
Logo der Bezirksvertretung

Das Kowloon City District Council (Bezirksrat von Kowloon City) ist das Gremium der Bezirksvertretung des Kowloon City Districts und damit eine der 18 Bezirksvertretungen in Hongkong. Diese setzt sich aus 25 Mitgliedern zusammen, welche nach dem Persönlichkeitswahlsystem gewählt werden.

## Bekannte Mitglieder
Starry Lee, die Parteichefin der pro-chinesischen Democratic Alliance for the Betterment and Progress of Hong Kong, gehört dem Gremium seit dem Jahr 2000 für den Wahlkreis To Kwa Wan North an.
Der aktuelle Vorsitzende der Versammlung ist Poon Kwok-wah.

## Liste der Wahlkreise
| Code | Wahlkreis             |
| ---- | --------------------- |
| G01  | Ma Tau Wai            |
| G02  | Sung Wong Toi         |
| G03  | Ma Hang Chung         |
| G04  | Ma Tau Kok            |
| G05  | Lok Man               |
| G06  | Sheung Lok            |
| G07  | Ho Man Tin            |
| G08  | Kadoorie              |
| G09  | Prince                |
| G10  | Kowloon Tong          |
| G11  | Lung Shing            |
| G12  | Sung Wong Toi         |
| G13  | Kai Tak North         |
| G14  | Kai Tak South         |
| G15  | Hoi Sham              |
| G16  | To Kwa Wan North      |
| G17  | To Kwa Wan South      |
| G18  | Hok Yuen Laguna Verde |
| G19  | Whampoa East          |
| G20  | Whampoa West          |
| G21  | Hung Hom Bay          |
| G22  | Hung Hom              |
| G23  | Ka Wai                |
| G24  | Oi Man                |
| G25  | Oi Chun               |

## Wahlergebnisse

### Kommunalwahl in Hongkong 2019
Bei den Kommunalwahlen in Hongkong 2019 gewann das pro-Demokratie Lager die Mehrheit der Sitze in dem Gremium. Starry Lee konnte ihren Sitz knapp gegen Leung Kwok-hung verteidigen.